# Estació de Sabadell Can Llong
Sabadell Can Llong és una estació de ferrocarril projectada en el Pla d'Infraestructures Ferroviàries de Rodalies de Barcelona fins al 2015 del Ministeri de Foment d'Espanya, tot i que encara no està construïda.
Es situarà entre Sabadell Nord i Terrassa Est, i serà una estació de Rodalies de Catalunya de la línia R4 situada al barri de Can Llong de Sabadell. Amb l'anunci, també van projectar-se l'estació de Terrassa Can Boada i una altra entre Barberà del Vallès i Cerdanyola del Vallès, que servirà d'intercanviador amb la línia R8. La inversió prevista és de 12,9 milions d'euros.
| Procedència/Destinació                                  | <             | Línia         | >            | Procedència/Destinació |
| ------------------------------------------------------- | ------------- | ------------- | ------------ | ---------------------- |
| Rodalia de Barcelona                                    |               |               |              |                        |
| Projectat                                               |               |               |              |                        |
| Sant Vicenç de Calders Vilafranca del Penedès Martorell | Sabadell Nord |               | Terrassa Est | Terrassa Manresa       |
| Mataró                                                  | Sabadell Nord | Línia Orbital | Terrassa Est | Vilanova i la Geltrú   |